# Taifa di Mértola
La Taifa di Mértola (in arabo طائفة مارتلة‎?) era un piccolo emirato musulmano medievale situato nel sud-ovest dell'attuale Portogallo sorto in Al-Andalus intorno al 1033, in seguito alla disintegrazione del Califfato di Cordova e che durò fino all'anno 1044, quando fu conquistata e integrata nella Taifa di Siviglia, come tutti gli altri regni sud-occidentali di taifa minori: Algarve, Huelva, Niebla e Silves, che furono tutti conquistati e incorporati nella Taifa di Siviglia, tra gli anni 1044 e 1063.

La Taifa di Mértola si estendeva su entrambe le sponde del fiume Guadiana, nella zona orientale dell'attuale distretto Portoghese di Beja, attorno alla città di Mārtulah, attuale Mértola.

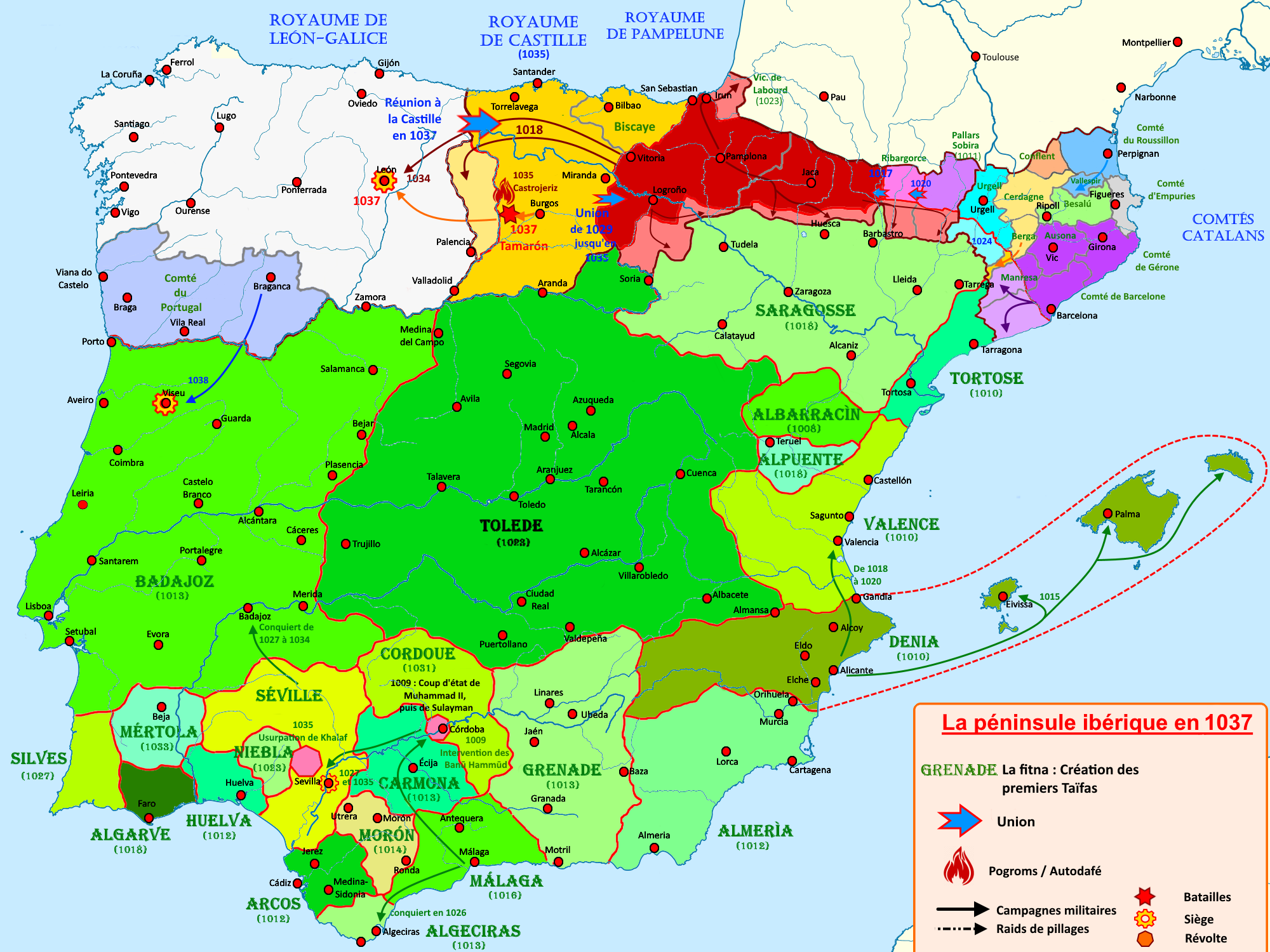
Taifa di Mértola nel 1037 a ovest della Taifa di Siviglia

## Storia

### Prima taifa
La Taifa di Mértola nacque nel periodo finale della fitna di al-Andalus, descritta dallo storico Rafael Altamira, quando il signore di Mértola, Ibn Tayfur, appoggiò gli Aftasidi della Ta'ifa di Badajoz contro l'emiro di Siviglia, Abu al-Qasim Muhammad ibn Abbad, che, come riporta La web de las biografias, nel 1030, aveva fatto crocifiggere un fratello di Ibn Tayfur.

Ibn Tayfur regnò sulla taifa fino a che, come riporta la History Of The Mohammedan Dynasties In Spain Vol II, il successore di Abu al-Qasim, come emiro di Siviglia, Abbad II al-Mu'tadid, conquistò tutti gli emirati di Gharb al-Andalus, tra cui Mértola
tra il 1044 ed il 1045, secondo il Muslim Spain and Portugal: A Political History of al-Andalus. 
Mértola, annessa alla taifa di Siviglia, quando fu conquistata dagli Almoravidi era presidiata da Radi-billah, figlio dell'emiro di Siviglia, Muhammad al-Muʿtamid, come riporta la Histoire des Almohades / d'Abd el- Wâh'id Merrâkechi.

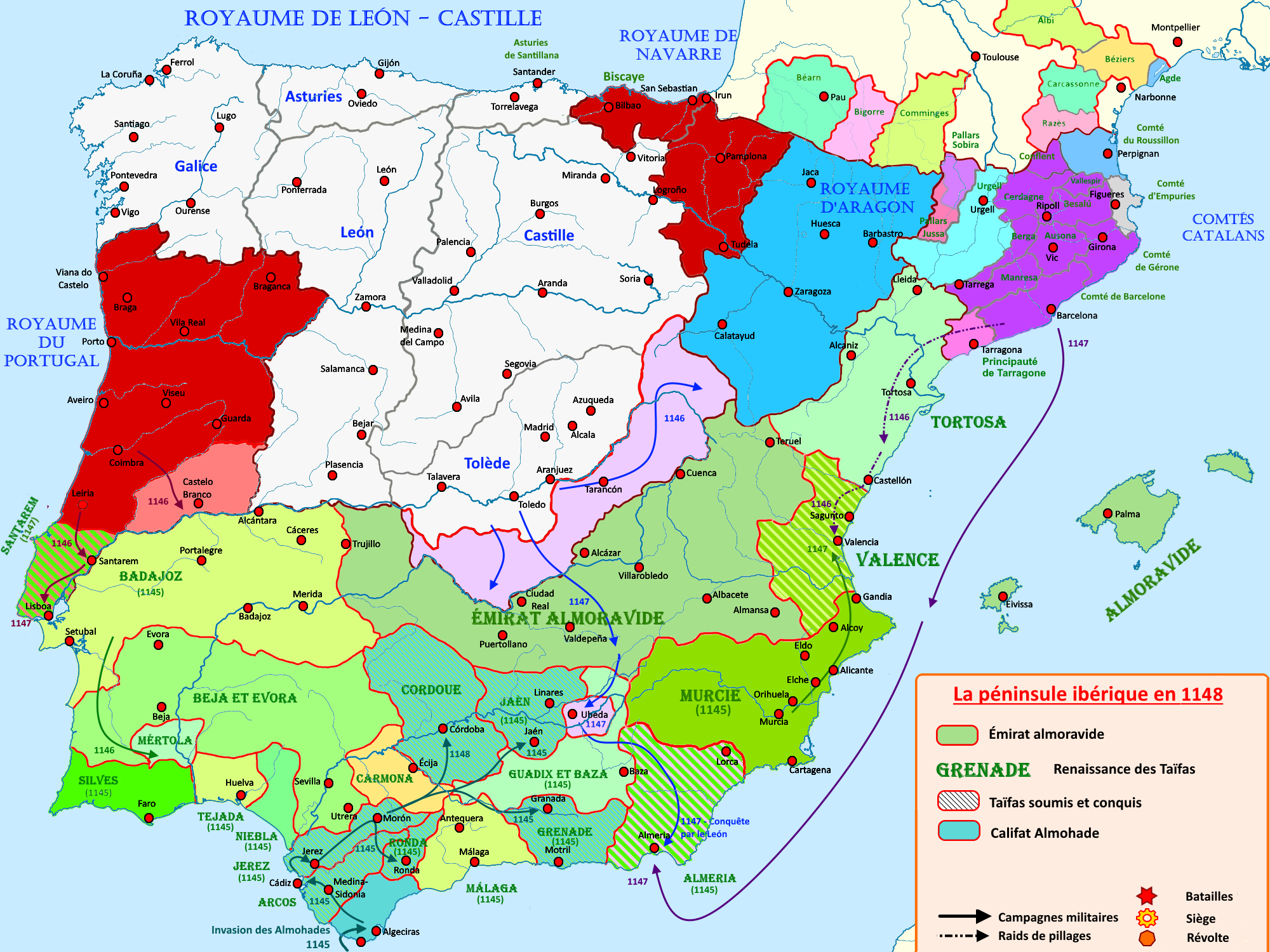
Taifa di Mértola nel 1148 a sud della Taifa di Beja e Évora

### Seconda taifa

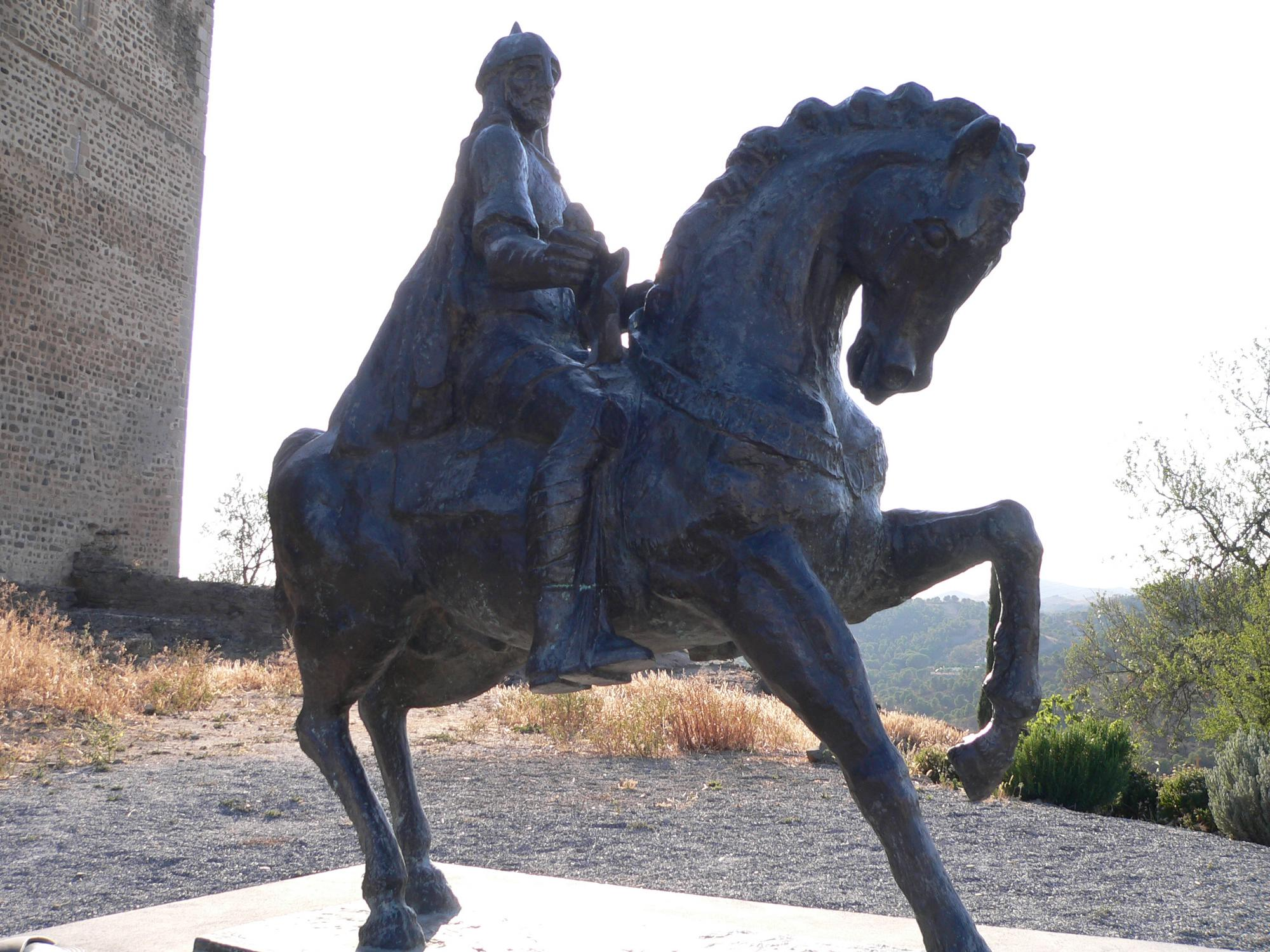
Statua di Ibn Qasi, signore di Mértola, accanto al castello della città.

Quando l'Impero almoravide perdette vigore vi fu un secondo periodo di espansione dei regni indipendenti, che viene ricordato come Seconda taifa. 
La Taifa di Mértola rinacque circa cento anni dopo la fine della prima, nel 1144, sotto l'egida di Ahmad ibn Qasi, che occupò la città di sorpresa, con soli 70 uomini; ma nel 1148 dovette combattere gli Almohadi, che avevano occupato l'Algarve e che poco dopo occuparono Mértola e fecero prigioniero Ahmad ibn Qasi, che fu inviato in Ifriqiya, dove il califfo, 'Abd al-Mu'min lo interrogò e lo accolse alla sua corte, ma fu assassinato nel 1151 dai suoi partigiani.

## Archeologia
I territori del sud-ovest dell'attuale Portogallo sono caratterizzati dalla presenza numerosa di laboratori per la produzione delle cosiddette ceramiche taifas. Al centro di questo territorio, la ceramica di Mértola è definita da una composizione in cui si ritrovano colori che risaltano come il verde e il viola. Questi ultimi hanno dato il nome a queste cosiddette produzioni ceramiche verdi e viola di Mértola.

### Fonti primarie
- (FR)  Histoire des Almohades / d'Abd el- Wâh'id Merrâkechi
- (EN)  The History Of The Mohammedan Dynasties In Spain Vol II
- (EN)  Muslim Spain and Portugal: A Political History of al-Andalus

### Letteratura storiografica
- Rafael Altamira, "Il califfato occidentale", in: «Storia del mondo medievale», Cambridge History of Middle Age, vol. II, 1999, pp. 477–515.]
- Rafael Altamira, La Spagna (1031-1248), in "Storia del mondo medievale", vol. V, 1999, pp. 865–896
- La recomquista